# Kloster Midwolde
Kloster Midwolde oder Midwolda (Grijzevrouwenklooster) war ein Zisterzienserinnenkloster am Dollart in der heutigen niederländischen Provinz Groningen, das von 1259 bis 1299 bestand. Es lag wohl in der 2010 neu gebildeten Großgemeinde Oldambt nördlich von Scheemda.

## Geschichte
Das 1259 wahrscheinlich durch den Auszug der Nonnen aus dem als Doppelkloster bestehenden Benediktinerkloster Menterna (Menterwolde; siehe Kloster Termunten) hervorgegangene Zisterzienserinnenkloster wurde 1299 durch die Flut zerstört.